# Louis Dufort
Louis Dufort (29 juillet 1970, Montréal, Canada) est un compositeur de musique électroacoustique résidant à Montréal, Canada.

## Biographie
Les œuvres de Louis Dufort sont de factures multiples : musique sur support fixe, musique mixte avec traitement et musique visuelle. Il reçoit plusieurs commandes de divers ensembles et organismes de musique, dont l’Association pour la création et la recherche électroacoustiques du Québec (ACREQ), la Société de musique contemporaine du Québec (SMCQ), Réseaux/Akousma, Chants libres, Codes d’accès, l’Ensemble contemporain de Montréal (ECM+), EMPAC, le quatuor de saxophones Quasar, le quatuor à cordes Bozzini,, l’ensemble à percussion Sixtrum et le Centre d’art et de technologie des médias de Karlsruhe.
Depuis 1996, il collabore étroitement avec la chorégraphe Marie Chouinard en composant la musique pour un grand nombre de ses créations,. D’ailleurs, un numéro entier de la revue Circuit, musiques contemporaines a été consacré à cette collaboration. Louis Dufort enseigne la composition au Conservatoire de musique de Montréal et il est le directeur artistique de la société de diffusion Akousma, qui produit le Festival international des musiques numériques immersives, lequel a lieu annuellement à Montréal. En 2018, Louis Dufort a remporté le prix Opus du directeur artistique de l’année. Il a en outre participé à la composition de la bande sonore originale des films La chute de l’empire américain (2018) et Testament (2023) de Denys Arcand.
Louis Dufort a d’abord développé son approche compositionnelle par le médium de la musique électroacoustique, puis il s’est rapidement intéressé à la musique mixte et aux œuvres multimédias.

## Œuvres de jeunesse (1990-2000)
Dans les années 1990-2000, les compositions de Louis Dufort se caractérisent par un style dramatique, lequel se remarque dans certaines de ses œuvres électroacoustiques telles que Pointe-aux-Trembles (1996), Transit (1998) et Zénith (1999), ainsi que dans ses œuvres mixtes comme Lucie (1998), ou encore Consomption (1999), pour soprano et support, dans laquelle l’interprète devient un véritable personnage servant le discours narratif. C’est toutefois avec Décap (2000), pour bande seule, que ce caractère dramatique atteint son paroxysme, l’œuvre dénonçant l’horreur et les conséquences humaines des conflits qui sévissent dans le monde.

## Tournant vers l'organicisme (2000-2010)
Les œuvres de cette décennie (2000-2010), comme celles pour médium fixe qui composent l’album Matériaux composés (2008, empreintes DIGITALes), dont tout particulièrement Grain de sable (2004-2005) et le cycle Matério (2006-2007), constitué de Matério_* (2006), Matério_** (2006) et Matério_*** (2007), laissent place à une expressivité plus abstraite. En effet, pour l’écriture de ces compositions, Louis Dufort emprunte une approche organiciste, ce qui témoigne déjà d’une certaine influence de la nature. Le compositeur explique que « ce cycle marque l’amorce d’une approche organiciste abstraite, ce qui représente un changement de direction par rapport à mes œuvres précédentes, qui étaient davantage construites autour d’affects dramatiques », ajoutant que « le cycle des Matério est une première tentative de soutirer des structures organisationnelles et musicales à même les propriétés émergentes et dynamiques de la matière sonore ».

## Œuvres récentes (2010-)
Plus récemment, on remarque que les processus compositionnels de Louis Dufort affirment une influence avouée non seulement de la nature, comme la forêt laurentienne pour Monts Valin (2022), mais aussi des phénomènes d’ordre biologique, notamment à travers les « vues macroscopiques des micro-organismes et l’organisation chaotique naturelle des éléments », ce qui crée une musique qui « devient très active, nerveuse, minérale, presque chimique ». Le cycle Into the Forest (2021, Empreintes DIGITALes) s’inspire notamment de la vie forestière, avec « l’idée d’une grande structure, les branches comme les racines, qui organisent la vie en forêt ». Cette inspiration pour la nature se retrouve aussi dans des œuvres de musique visuelle comme bjvfewo (2018), ainsi que dans la série de miniatures composée de Argile (2022), Billot (2024), Femme Forêt (2024), Fleuve Rive (2023) et Planétarium (2024).

## Traitement
Les œuvres mixtes comme Accident (2001), Spiel (2001), Déflagration (2002), Intonarumori (2002), ou encore Manu militari (2003) sont représentatives d'une préoccupation de Louis Dufort envers le traitement en temps réel. Toutefois, ces œuvres contrastent avec d'autres plus récentes qui mobilisent une autre approche, comme Les corpuscules agglutinés (2013). Cette dernière est une pièce mixte pour 10 instruments acoustiques qui marque un tournant dans l’approche compositionnelle de Louis Dufort, puisqu’il y délaisse les traitements en temps réel afin de se concentrer uniquement sur la qualité du spectre des instruments acoustiques (la nature même du timbre), ce qu’il réalise en recourant à une fine amplification de ceux-ci.

## Musique visuelle
Des œuvres comme Épochè (2008), relevant de la musique visuelle, se caractérisent par une conscience qui repose sur l’écoute des mouvements du son à travers l’espace et la durée, et par une volonté d’inclure le corps en entier dans l’expérience de l’auditoire, la démarche de Louis Dufort étant fortement marquée par ses collaborations avec le milieu de la danse. Cette conscience du mouvement ainsi que l’exploration des interactions avec des éléments technologiques se reflètent également dans les œuvres audiovisuelles mixtes comme Yutiröp (2011) et Quatre histoires néguentropiques (2011),,,, cette dernière étant une œuvre pluridisciplinaire pour quatuor à corde, support, synthèse visuelle 3d et danse.

## Influences
Louis Dufort qualifie son travail de « maximaliste » et il s’inspire de l’approche systémique, qu’il utilise pour étudier les objets sonores dans leur complexité, profitant des possibilités offertes par les technologies numériques, lesquelles permettent d’analyser et de traiter le son dans ses plus infimes détails. Ses influences sont nombreuses. Parmi elles, les écrits et la musique d’Horacio Vaggione, de même que les enseignements qu’il a reçus de Francis Dhomont, qu’il considère comme son maître, constituent des sources d’inspiration notables pour Louis Dufort.

## Discographie
Cette section présente une liste des enregistrements discographiques de Louis Dufort.
- Francis Dhomont – Frankenstein Symphony (1997), Asphodel/Sombient (collectif)[41]
- Prix International Noroit-Léonce Petitot 1997 (1998), Centre Noroit (collectif)[42]
- eXcitations : Sampler (2000), empreintes DIGITALes, IMED 0050 (collectif)[43]
- Connexion (2000), empreintes DIGITALes, IMDE 0051[44]
- Électricités/Electricities (2003), Centre de musique canadienne/Canadian Music Centre (collectif)[45]
- L’Orchestre de granulation (2003), empreintes DIGITALes, NT 086 (collectif)[46]
- Montreal Sound Matter – Montréal Matière Sonore (2006), Pogus Productions, P21041-2 (collectif)[47]
- Matériaux composés (2008), empreintes DIGITALes, IMDE 0893[48]
- trans_canada (2009), empreintes DIGITALes, IMDE 09100 (collectif)[49]
- Victoriaville matière sonore (2009), Les Disques Victo, VICTO 113 (collectif)[50]
- A Tasty Swarm of Small Signals (2010), Störung, str008 (collectif)[51]
- Into the Forest (2021), empreintes DIGITALes, IMDE 21175[52]
- Tour Mode (2021), SUPERPANG (collectif)[53]
- Volume (2021), SUPERPANG[54]

## Œuvres

### Compositions
Cette section présente une liste non exhaustive, mais détaillée, des compositions de Louis Dufort.
1994
- Vulvatron 2000, pour support, 3:00

1995
- Concept 2018957, pour support, 15:00

1996
- Pointe-aux-Trembles, pour support stéréo, 14:26. Version définitive créée en 1998

1998
- Étude poignante. Musique de scène pour une chorégraphie de Marie Chouinard (solo pour Carol Prieur)

- Humanitas. Musique de scène pour une chorégraphie de Marie Chouinard (solo pour Carol Prieur)
- Lucie, pour orgue Farfisa, flûte, traitement et support, 17:00
- Transit, pour support stéréo, 12:00

1999
- Consomption, pour soprano, traitement et support, 16:00
- Zénith, pour support stéréo, 14:31

2000
- Décap, pour support stéréo, 24:07
- Le cri du monde, 60:00. Musique de scène pour une chorégraphie de Marie Chouinard pour 9 interprètes
- Silo mon amour, pour soprano, traitement et support visuel, 25:00. Performance en direct
- Symphonie du millénaire, pour 333 musiciens, 2000 carillonneurs, 15 clochers, grand orgue, carillon de 56 cloches et 2 camions de pompiers, 90:00. En collaboration avec Serge Arcuri, Walter Boudreau, Vincent Collard, Yves Daoust, Alain Dauphinais, André Duchesne, Louis Dufort, Sean Ferguson, Michel Gonneville, André Hamel, Alain Lalonde, Estelle Lemire, Jean Lesage, Luc Marcel, Marie Pelletier, John Rea, Anthony Rozankovic, Gilles Tremblay. Arrangement : Denys Bouliane

2001
- Accident, pour saxophone soprano et traitement, 12:00
- Étude no 1, pour système interactif, 22:00. Musique de scène pour une chorégraphie de Marie Chouinard (solo pour Lucie Mongrain)
- Spiel, pour flûte et traitement, 16:00

2002
- Déflagration, pour orchestre de chambre et traitement, 16:00
- Intonarumori, pour ensemble portuaire, 20:00. Symphonie portuaire
- La femme des sables, 60:00. Musique de scène pour une chorégraphie de Jocelyne Montpetit

2003
- Cantique no 1, pour vidéo, 15:00. Vidéomusique. En collaboration avec Marie Chouinard
- Cantique no 2, pour vidéo, 20:00. Vidéomusique. En collaboration avec Marie Chouinard
- Chorale, 40:00. Musique de scène pour une chorégraphie de Marie Chouinard pour 10 interprètes
- L’Orchestre de granulation, 32:00. En collaboration avec Cal Crawford, Érick d’Orion, Aimé Dontigny, Philémon Girouard, Julie Rousse et David Turgeon
- Les cerisiers, 50:00. Musique de scène pour une chorégraphie de Jocelyne Montpetit
- Manu militari, pour quatuor de saxophones et traitement, 18:00
- Sound Object, pour vidéo, 10:00. Vidéomusique
- Trip à six, pour 6 pianos, 12:00

2004
- Cantique no 3. Installation vidéo participative. En collaboration avec Marie Chouinard

- Dans le silence, pour support, 55:00. Musique de scène pour la chorégraphie Dans le silence des bambous de Jocelyne Montpetit
- Ephem, pour support, 15:00

2004-2005
- Grain de sable, pour support 4.1 canaux, 14:35

2005
- bODY_rEMIX/les_vARIATIONS_gOLDBERG, 110:00. Musique de scène pour une chorégraphie de Marie Chouinard (ballet en deux actes pour 10 interprètes)
- Hi_Res, pour support 5.1 canaux, 13:37
- Hyper Lucidity, pour piano MIDI (Yamaha Disklavier) et traitement, 15:00
- L’archange, pour 3 voix, comédien et support, 52:31. Opéra. En collaboration avec Alexis Nouss
- Mouvements, 64 dessins, un poème, une postface par Henri Michaux, Éditions Gallimard, 1951, 20:00. Musique de scène pour une chorégraphie de Marie Chouinard (solo pour Carol Prieur)

2006
- Flesh, pour vidéo, 5:00. Vidéomusique
- Matério_*, pour support 4.1 canaux, 8:00
- Matério_**, pour support 4.1 canaux, 9:00
- Miniatures, pour quatuor à cordes et traitement, 15:00
- Particules, pour piano amplifié, traitement et vidéo, 10:00

2006-2007
- Miniature II, pour quatuor à cordes et traitement, 15:00

2007
- Enfant d’obus, pour support 4.1 canaux, 10:02
- Gen_3, pour support 4.1 canaux, 8:56
- Matério_***, pour support 4.1 canaux, 9:48
- Particules II, pour vidéo dix écrans, 5:00. Vidéomusique
- Plastide, pour 8 flûtes et traitement, 12:00

2008
- Épochè, pour vidéo, 10:00. Vidéomusique
- Orphée et Eurydice. Musique de scène pour une chorégraphie de Marie Chouinard pour 10 interprètes

2008-2012
- Julie Sits Waiting, pour support stéréo, 67:00. Opéra. En collaboration avec Tom Walmsley

2009
- gloires du matin :)-(:. Musique de scène pour un solo dansé par Marie Chouinard

- Nervures, pour support stéréo, 12:48
- Particules III, pour piano, traitement et vidéo
- Pulsacion, pour percussions, support et vidéo, 9:00

2010
- Le Nombre d’or (live). Musique de scène pour une chorégraphie de Marie Chouinard pour 10 interprètes

- Particules IV, pour piano, traitement et vidéo, 5:49
- Rhizome, pour flûte, traitement et vidéo, 14:49

2011
- Henri Michaux : Mouvements. Musique de scène pour une chorégraphie de Marie Chouinard pour 10 interprète
- La Nuit ensoleillée. Événement-performance. Musique de scène pour une chorégraphie de Marie Chouinard pour 18 interprètes
- Paradisi Gloria. Installation photographique. En collaboration avec Marie Chouinard
- Quatre histoires néguentropiques, pour quatuor à cordes, support, vidéo et danse, 52:00
- Systemic Shock, pour vidéo, 5:00. Vidéomusique
- Yutiröp, pour percussions et vidéo, 14:49

2012
- Concatenare, pour vidéo. Vidéomusique
- Grain de lumière I, pour support, 2:59
- Grain de lumière II, pour support, 2:50
- In Museum. Performance participative. Musique de scène pour un solo dansé par Marie Chouinard

2013
- Corps célestes. Performance virtuelle immersive en boucle pour dôme. En collaboration avec Marie Chouinard

2013-2014
- Les corpuscules agglutinés, pour musiciens spatialisés, percussions électroniques et support multicanal

2014
- Study no 1, pour support, 7:00
- Study no 2, 7:00

2015
- Anne et Samuel. Musique de scène pour une chorégraphie de Marie Chouinard (duo)
- Cantique. Application pour iPad et iPhone. En collaboration avec Marie Chouinard
- French Suite Remix, pour support
- Spirale no 1, pour guitare électrique, traitement, support et vidéo, 12:00
- Soft virtuosity, still humid, on the edge. Musique de scène pour une chorégraphie de Marie Chouinard pour 10 interprètes

2016
- Concatenare IV, pour vidéo. Vidéomusique
- Inner Resources. Musique de scène pour une chorégraphie de Marie Chouinard (ballet pour 8 danseuses)
- Jérôme Bosch : Le Jardin des délices. Musique de scène pour une chorégraphie de Marie Chouinard pour 10 interprètes
- Tombeau de Claudio Monteverdi, pour support, 14:56

2016-2017
- I Am, You Are, We Are Plastic, pour flûte, traitement et video

2017
- Cy Twombly Somehow. Musique de scène pour une chorégraphie de Marie Chouinard (ballet pour 13 interprètes)

2017-2018
- bjvfewo, pour vidéo, 4:30. Vidéomusique

2018
- Duo Mains (Opéra Dogma, 2001-2018). En collaboration avec Marie Chouinard (duo pour la création d’un film en direct)
- Radicale Vitalité. Musique de scène pour une chorégraphie de Marie Chouinard pour 10 interprètes (œuvre composée de solos, de duos et d’œuvres de pièces de groupe)
- Visages (Opéra Dogma, 2001-2018). En collaboration avec Marie Chouinard (solo pour la création d’un film en direct)

2019
- En conversation. Musique de scène pour une chorégraphie de Marie Chouinard (duo)

2020
- Jardin de sculptures éphémères. Performance en direct pour diffusion en direct. Musique de scène pour une chorégraphie de Marie Chouinard pour 2 danseuses

- Le Lac des cygnes : Le chant. Musique de scène pour une chorégraphie de Marie Chouinard pour 9 danseuses
- Sur la lame, pour tam-tam et support, 7:00. Musique de film pour une chorégraphie de Marie Chouinard

2020-2021
- Into the Forest, pour support, 39:40. Cycle
- Volume, pour support multicanal, 19:45

2021
- Monts Valin, pour support multicanal, 11:36

2023
- « M », acousmatique, 58:00. Musique de scène pour une chorégraphie de Marie Chouinard pour 12 interprètes

2024
- Argile (2022), 00:31 ; Billot (2024), 00:50 ; Femme Forêt (2024), 00:15 ; Fleuve Rive (2023), 04:03 ; Planétarium (2024), 0:29. Série de miniatures

### Œuvres en collaboration avec Marie Chouinard
Cette section présente une liste des compositions de Louis Dufort réalisées dans le cadre de sa collaboration avec la Compagnie Marie Chouinard.
- Étude poignante (1998), solo pour Carol Prieur
- Humanitas (1998), solo pour Carol Prieur
- Le Cri du monde (2000), pour 9 interprètes
- Étude no 1 (2001), solo pour Lucie Mongrain
- Chorale (2003), pour 10 interprètes
- Cantique no 1 (2003), film
- Cantique no 2 (2003), performance vidéo multiécran
- Cantique no 3 (2004), installation vidéo participative
- bODY_rEMIX/les_vARIATIONS_gOLDBERG (2005), ballet en deux actes pour 10 interprètes
- Mouvements, 64 dessins, un poème, une postface par Henri Michaux, Éditions Gallimard, 1951 (2005), solo pour Carol Prieur
- bODY_rEMIX/les_vARIATIONS_gOLDBERG (2008), film
- Orphée et Eurydice (2008), pour 10 interprètes
- gloires du matin :)-(: (2009), solo dansé par Marie Chouinard
- Le Nombre d’or (live) (2010), pour 10 interprètes
- La Nuit ensoleillée (2011), événement-performance pour 18 interprètes
- Henri Michaux : Mouvements (2011), pour 10 interprètes
- Paradisi Gloria (2011), installation photographique
- In Museum (2012), solo dansé par Marie Chouinard, performance participative
- Corps célestes (2013), performance virtuelle immersive en boucle pour dôme
- Soft virtuosity, still humid, on the edge (2015), pour 10 interprètes
- Cantique (2015), application pour iPad et iPhone
- Anne et Samuel (2015), duo
- Inner Resources (2016), ballet pour 8 danseuses
- Jérôme Bosch : Le Jardin des délices (2016), pour 10 interprètes
- Cy Twombly Somehow (2017), ballet pour 13 interprètes
- Visages (Opéra Dogma, 2001-2018) (2018), solo pour la création d’un film en direct
- Duo Mains (Opéra Dogma, 2001-2018) (2018), duo pour la création d’un film en direct
- Radicale Vitalité (2018), œuvre composée de solos, de duos et d’œuvres de pièces de groupe, pour 10 interprètes
- En conversation (2019), duo
- Le Lac des cygnes : Le chant (2020), pour 9 danseuses
- Jardin de sculptures éphémères (2020), performance live pour diffusion en direct pour 2 danseuses
- « M » (2023), pour 12 interprètes